# Famille de Marchant et d'Ansembourg
Pour les articles homonymes, voir Marchant et Ansembourg.
 (août 2021).
 (décembre 2019).
La famille de Marchant et d'Ansembourg (prononcez « dans'bourg ») est une famille de la noblesse belge et, anciennement, de la noblesse du Saint-Empire. Elle est originaire de Bouvignes-sur-Meuse. Elle s’enrichit grâce au commerce de la sidérurgie et, au XVIIe siècle, achète le château d’Ansembourg au grand-duché de Luxembourg, à proximité de mines de fer. Elle est anoblie avec Thomas de Marchant, créé « baron d'Ansembourg » le 10 septembre 1728. Le 1er octobre 1749, le baron Lambert de Marchant est élevé au titre de « comte d'Ansembourg » par l'impératrice Marie-Thérèse d'Autriche. Le 16 juillet 1750, l'empereur François II du Saint-Empire accorde la dignité héréditaire de « comte du Saint-Empire » au comte Lambert de Marchant et d'Ansembourg.

## Histoire
L'un des premiers ancêtres connus de cette famille s'appelait Thomas Marchant.[réf. nécessaire]

## Palais et châteaux
- Hôtel d'Ansembourg
- Château d’Ansembourg

## Preuves de noblesse
- Vienne, 10 décembre 1728, par Charles VI du Saint-Empire :
Élévation de la seigneurie d'Ansembourg en baronnie et concession du titre (primogéniture masculine) de « baron » en faveur de Thomas de Marchant, Seigneur d'Ansembourg.
- Vienne, 1er octobre 1749, par Marie-Thérèse d'Autriche :
Élévation de la baronnie d'Ansembourg en comté et concession du titre (primogéniture masculine) de « comte » en faveur de Lambert de Marchant, baron d'Ansembourg.
- Vienne, 16 juillet 1750, par François II du Saint-Empire :
Concession du titre (héréditaire) de « comte du Saint-Empire » et du prédicat d'« excellence » en faveur du comte Lambert de Marchant et d'Ansembourg.
- La Haye, 16 février 1816, par Guillaume Ier des Pays-Bas :
Nomination du titre (héréditaire) de « comte » (au royaume uni des Pays-Bas) en faveur du comte Jean-Baptiste de Marchant et d'Ansembourg.

## Généalogie
- Comte Lambert de Marchant d'Ansembourg et du Saint-Empire (1706-1768) ∞ Comtesse Anna von Aldenbrück et du Saint-Empire (1714-1760)
  -  Comte Romain de Marchant d'Ansembourg et du Saint-Empire (1745-1798) ∞ Baronne Marie de Hayme (1751-1806)
    -  Comte Jean-Baptiste de Marchant d'Ansembourg et du Saint-Empire (1782-1854) ∞ Baronne Maria von Wendt zu Holtfeld (1781-1856)
      -  Comte Guillaume de Marchant d'Ansembourg et du Saint-Empire (1809-1882) ∞ Baronne Juliette de Bagenrieux de Lanquesaint (1825-1859)
        -  Comte Amaury de Marchant d'Ansembourg et du Saint-Empire (1849-1926) ∞ Baronne Augusta d'Anethan (1863-1951)
          -  Comte Gaston de Marchant d'Ansembourg et du Saint-Empire (1891-1957) ∞ Marguerite Brugmann de Walzin (1905-1992)
            -  Comte Gaston de Marchant d'Ansembourg et du Saint-Empire ∞ Béatrix de Brabandère
              - Comte Gaston-Gaëtan de Marchant d'Ansembourg et du Saint-Empire ∞ Marina Tenderes
                - Comte Alexander de Marchant d'Ansembourg et du Saint-Empire

              - Comtesse Vinciane de Marchant d'Ansembourg et du Saint-Empire ∞ Gérard Lamarche

          - Comte René de Marchant d'Ansembourg et du Saint-Empire (1883-1953)
          - Comtesse Juliette de Marchant d'Ansembourg et du Saint-Empire (1884-1971)
          - Comtesse Hélène de Marchant d'Ansembourg et du Saint-Empire (1885-1941)
          - Comte Victor de Marchant d'Ansembourg et du Saint-Empire (1898-1980) ∞ Christiane van den Corput (1906-1978)
            - Comte Amaury de Marchant et d'Ansembourg et du Saint-Empire ∞ Micheline Le Boeuf
              - Comte Jean de Marchant et d'Ansembourg et du Saint-Empire
              - Comtesse Marie de Marchant et d'Ansembourg et du Saint-Empire
              - Comte Thomas de Marchant et d'Ansembourg et du Saint-Empire
              - Comte Etienne de Marchant et d'Ansembourg et du Saint-Empire ∞ Florence de Hemptinne
              - Comte Benoît de Marchant et d'Ansembourg et du Saint-Empire ∞ Alix de la Brière

            - Comte Claude de Marchant et d'Ansembourg et du Saint-Empire ∞ Comtesse Alix de Limburg-Stirum
              - Comte Philippe de Marchant et d'Ansembourg et du Saint-Empire ∞  Baronne Nathalie de Bonhome et du Saint-Empire
              - Comtesse Anne de Marchant et d'Ansembourg et du Saint-Empire ∞ Philippe de Radzitzky d'Ostrowick
              - Comte Guillaume de Marchant et d'Ansembourg et du Saint-Empire ∞ Nathalie Pecsteen de Buytswerve
              - Comte Charles-Antoine de Marchant et d'Ansembourg et du Saint-Empire ∞ Marie Gillès de Pélichy
              - Comte Christian de Marchant et d'Ansembourg et du Saint-Empire ∞ Emmanuelle Pangaert d'Opdorp
              - Comtesse Louise-Marie de Marchant et d'Ansembourg et du Saint-Empire ∞ Baron Gaëtan de Jamblinne de Meux

            - Comte Guy de Marchant et d'Ansembourg et du Saint-Empire
            - Comte François de Marchant et d'Ansembourg et du Saint-Empire ∞ Vicomtesse Sibylle de Spoelberch
              - Comte Christophe de Marchant et d'Ansembourg et du Saint-Empire ∞ Gina-Bianca de Souza Leal Aranha
              - Comte Frédéric de Marchant et d'Ansembourg et du Saint-Empire ∞ Caroline de Vicq de Cumptich ∞ Inga Synoradzka
              - Comtesse Sophie de Marchant et d'Ansembourg et du Saint-Empire ∞ Tanguy Verhaeghe de Naeyer

            - Comte Dominique de Marchant et d'Ansembourg et du Saint-Empire
            - Comte Jean-Marie de Marchant et d'Ansembourg et du Saint-Empire ∞ Marie-Eléonore van der Linden d'Hooghvorst
              - Comtesse Elizabeth de Marchant et d'Ansembourg et du Saint-Empire ∞ Baron François de Villenfagne de Vogelsanck
              - Comte Gabriel de Marchant et d'Ansembourg et du Saint-Empire ∞ Priscilla Waucquez
              - Comtesse Flore de Marchant et d'Ansembourg et du Saint-Empire ∞ Frédéric Pastur, éc.

            - Comtesse Marie-Charlotte de Marchant et d'Ansembourg et du Saint-Empire ∞ Benoît Collinet
            - Comte Hubert de Marchant et d'Ansembourg et du Saint-Empire ∞ Thérèse Poswick de Crawhez
              - Comtesse Virginie de Marchant et d'Ansembourg et du Saint-Empire ∞ Jan Fischer
              - Comtesse Olivia de Marchant et d'Ansembourg et du Saint-Empire ∞ Sébastien Rogge
              - Comte Bertrand de Marchant et d'Ansembourg et du Saint-Empire ∞ Eloïse Candi
              - Comtesse Elise de Marchant et d'Ansembourg et du Saint-Empire ∞ Frédéric Berghmans

        - Comtesse Berthe de Marchant et d'Ansembourg et du Saint-Empire (1850-1907) ∞ Baron Franz von Fürstenberg (1842-1909)

      - Comte Oscar de Marchant et d'Ansembourg et du Saint-Empire (1811-1883) ∞ Baronne Leonie von Wendt zu Holtfeld (1815-1896)

    - Comtesse Constance de Marchant et d'Ansembourg et du Saint-Empire (1787-1844) ∞ Baron Friedrich von Wendt zu Holtfeld (1785-1849)
    - Comtesse Eugenia de Marchant et d'Ansembourg et du Saint-Empire (1788-1873) ∞ Baron Franciscus von Loë-Imstenraedt (1789-1838)